# Hyakuzō Kurata
Pour les articles homonymes, voir Kurata.
Hyakuzō Kurata (倉田 百三, Kurata Hyakuzō), 23 février 1891 - 12 février 1943, est un dramaturge et essayiste japonais, qui a écrit sur des thèmes religieux; il a été actif durant l'ère Taishō  et le début de l'ère Shōwa du Japon.

## Biographie
Hyakuzō Kurata naît dans la ville rurale de Shōbara, dans la préfecture de Hiroshima, au sein d'une riche famille de marchands aisés. Après avoir terminé ses études dans un des lycées de Tokyo, il s'installe dans un cottage sur les rives de l'étang de Shinobazu, qui se trouve dans la région de Ueno. Fortement influencé par les écrits de Nishida Kitarō et ses concepts de syncrétisme religieux, il se rend à Kyoto où il rencontre le philosophe en 1912. 

Kurata est cependant contraint de quitter Tokyo en 1913 pour des raisons de santé: il souffre d'une tuberculose pulmonaire et osseuse ainsi que d'une maladie vénérienne. Après un séjour dans un hôpital de Hiroshima, il voyage beaucoup dans la région du Japon située autour de la mer intérieure du Japon. Il s'intéresse également aux écrits du philosophe et meneur de secte Nishida Tenko, fondateur d'une communauté agraire basée d'un mélange de taoïsme, de christianisme, de bouddhisme et de pacifisme et dont les enseignements sont très suivis dans les zones pauvres à proximétié des grandes villes du Japon. En décembre 1915, Nishida accepte Kurata comme disciple, et celui-ci arrive dans la communauté avec sa nourrice et amante Haru Kanda, qui donnera naissance à leur fils en mars 1917. Cependant, le travail dans la communauté est au-delà de ses forces physiques si bien que sa santé se détériore rapidement.

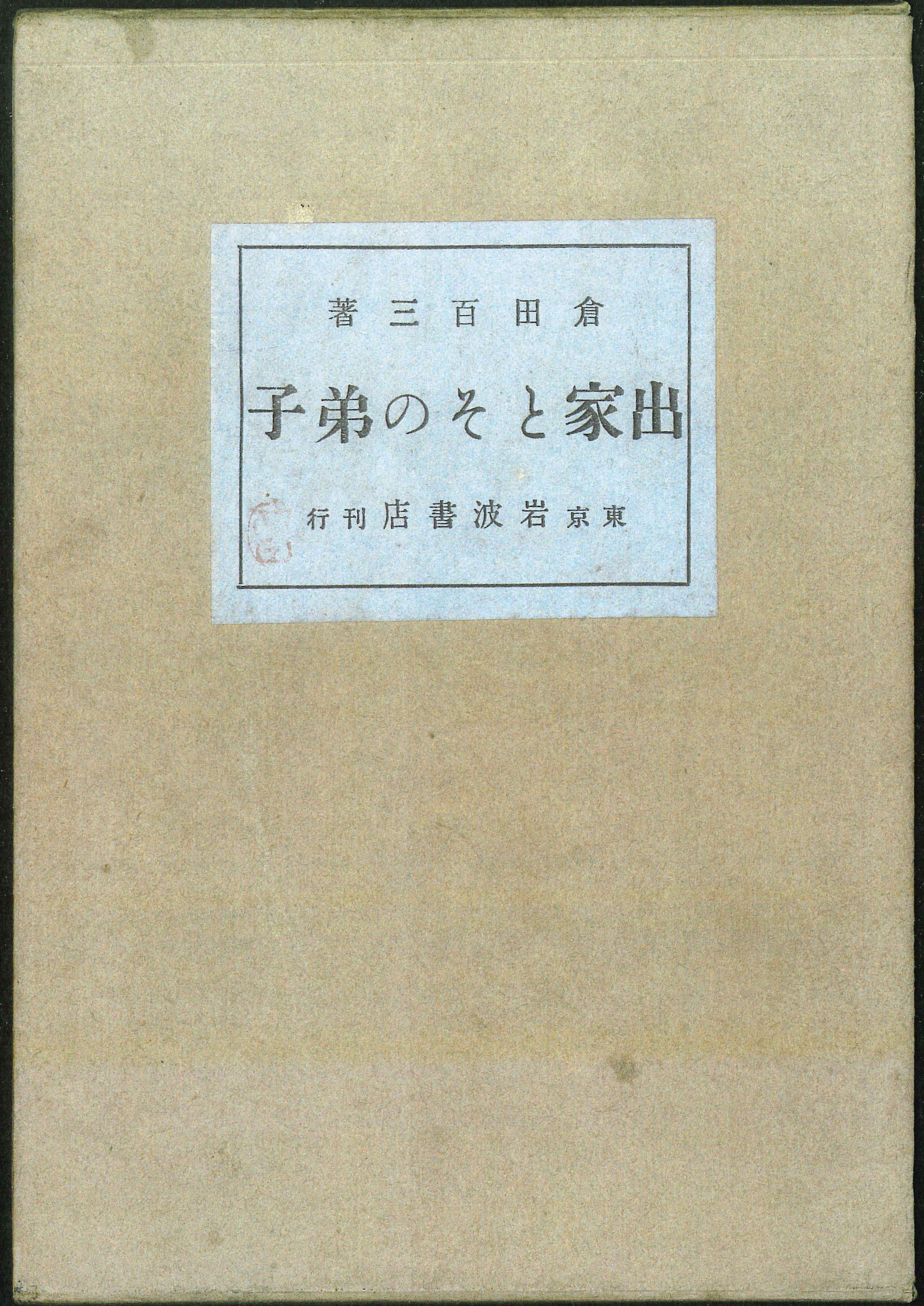
Le prêtre et ses disciples. Couverture de la première édition de 1917.

En 1917, Kurata publie en livre Shukke to sono deshi (« Le Prêtre et ses disciples »), une pièce de théâtre d'abord parue en feuilleton l'année précédente. Cette œuvre consacrée à Shinran — un important moine bouddhiste du XIIIe siècle, fondateur de l'école Jodo Shinshu — devient rapidement un grand succès de librairie. Par ailleurs, la pièce va contribuer à un essor sans précédent de la littérature religieuse durant l'ère Taishō. Kurata commence également à rédiger des articles sur la philosophie et la religion pour la revue littéraire Shirakaba, et fait la connaissance de l'écrivain Saneatsu Mushanokōji. Cependant, Mushanokōji estime peu Nishida Tenko et ses idées, et il manifeste guère d'intérêt pour Kurata.
En juillet 1918, souffrant de problèmes nerveux, Kurata est hospitalisé à Fukuoka. En janvier, encore et toujours alité, il s'installe dans un temple bouddhiste à Fukuoka et rejoint en tant que membre externe Apparatchik-mura (« le nouveau village »), une communauté fondée par Mushanokōji en 1918. Il y organise des conférences publiques, des concerts et installe même une imprimerie près de son lit. Pensant que Kurata est sur son lit de mort, Nishida Tenko envoie une tablette mortuaire portant le nom posthume de Kurata, ce que ce dernier accepta avec des sentiments mitigés, comme il le relève dans une lettre à Masao Kume en mars 1919.
En 1921, Kurata publie également Ai to ninshiki to no shuppatsu (« Le Début de l'amour et de la compréhension »), recueil d'essais sur des sujets divers allant de l'amour et du sexe à la religion, qui devient un classique pour les jeunes dans le Japon d'avant-guerre.
Cependant, en 1922, Kurata se brouille avec le groupe Shirakaba lorsque Mushanokōji se joint aux critiques qui attaquaient sa nouvelle pièce Chichi no Shimpai (« L'Inquiétude d'un père », 1921) — en outre l'Atarashiki-mura fait faillite. Sa vie privée lui vaut également une presse défavorable car il vit en polygame avec trois femmes sous le même toit. 
D'un point de vue politique, Kurata effectue un virage serré vers la droite religieuse et adopte les concepts du fascisme, prônant l'établissement d'une théocratie basée sur les enseignements de Shinran.
Kurata meurt en 1943. Sa tombe se trouve au cimetière de Tama à Fuchū, dans l'agglomération de Tokyo.

### Œuvres
- Kurata Hyakuzō. Le prêtre et ses disciples (trad. du japonais par Kuni Matsuo et Émile Steinilber-Oberlin, introduction par Romain Rolland), Paris, Reider, 1932  290 p. (réf. SUDOC : 048196908); trad. en angl. par Glenn W. Shaw, The Priest and his disciples Tokyo, Hokuseido, 1922, v + 246 p. [lire en ligne (page consultée le 20 janvier 2024)]
- (ja) Kurata Hyakuzō, 祖国への愛と認識 - Sokoku he no ai to ninshiki, Nihon Kyōbunsha, Shōwa 46, Tokyo, 1971
- (ja) Kurata Hyakuzō, 法然と親鸞の信仰 - Hōnen to Shinran no shinkō, Kōdansha, Shōwa 52, Tokyo, 1977, 2 vol. 374 p.  (ISBN 4-061-58155-4) (vol. 1)  (ISBN 4-061-58156-2) (vol. 2)

### Études
- (en) Michihiro AMA, « Shinran as “Other”. Revisiting Kurata Hyakuzô's The Priest and his Disciples », Japanese Journal of Religious Studies, vol. 43, no 2,‎ 2016, p. 253-274 (lire en ligne)
- (en) Maya Moritimer, Meeting the Sensei: The Role of the Master in Shirakaba Writers, Leide, Brill, 2000, xviii, 290 p. (ISBN 978-9-004-11655-9), chap. 9 (« 1916: Kurata Hyakuzô: The Priest and His Disciple »), p. 147-174
- (en) James A. Fujii, Text and the City: Essays on Japanese Modernity, Duke University Press, 2004,  (ISBN 978-0-822-33346-3), p. 202
- (en) Yukio MATSUDO, Hairetischer Protest: Reformatorische Bewegungen im Buddhismus und Christentum, Books on Demand, 2009,  (ISBN 978-3-837-08697-3), p. 178